# Monica Lewis

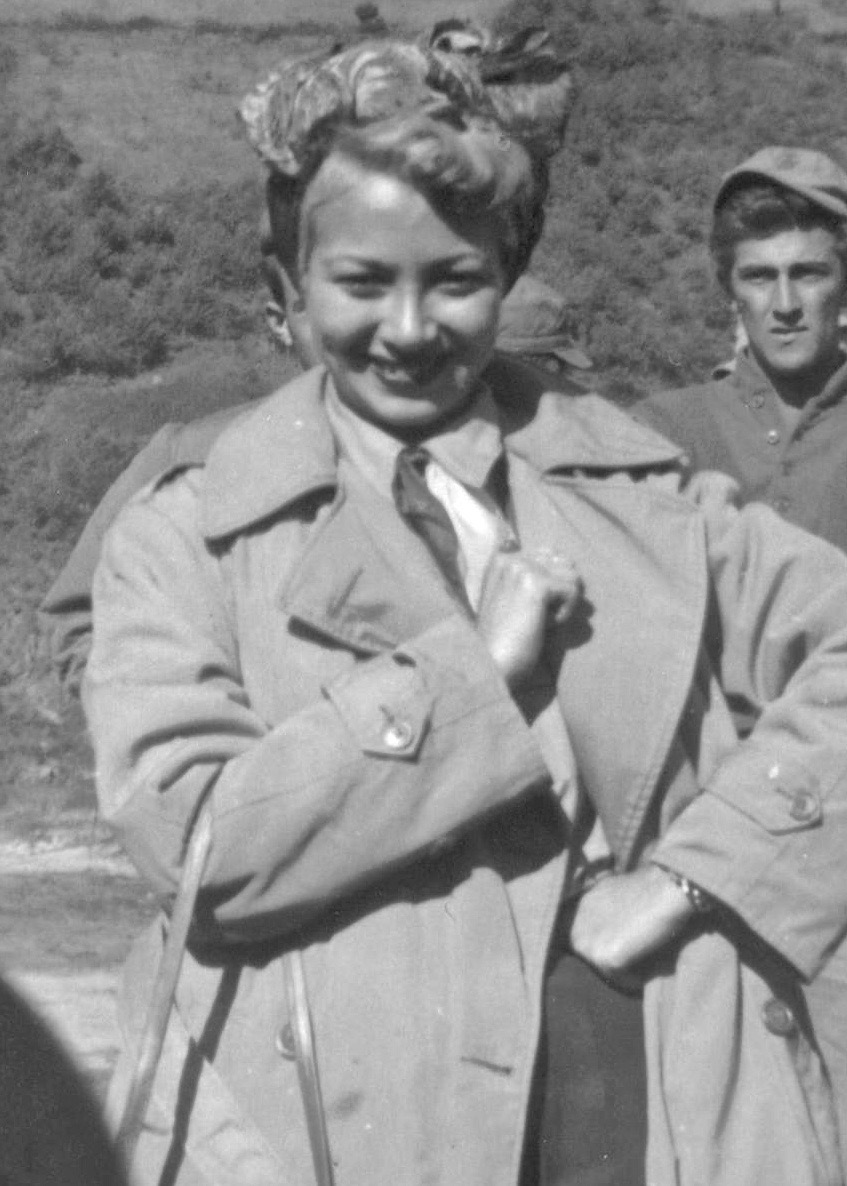
Monica Lewis (1951)

Monica Lewis, eigentlich May Lewis, (* 5. Mai 1922 in Chicago, Illinois; † 12. Juni 2015 in Los Angeles, Kalifornien) war eine US-amerikanische Sängerin und Filmschauspielerin.

## Leben

### Privatleben
Monica Lewis wurde 1922 als May Lewis in Chicago geboren. Ihre Eltern waren beide im Musikgeschäft tätig. Der Vater als Komponist und Pianist, die Mutter als Sängerin bei der Chicago Opera Company.
Lewis war zweimal verheiratet: von 1945 bis 1947 mit dem Musikproduzenten Bob Thiele, danach von 1956 bis zu seinem Tod im Jahr 1996 mit dem Filmproduzenten Jennings Lang. Mit Lang hatte sie drei Kinder, darunter den Musiker Mike Lang. Ihr Bruder Marlo Lewis arbeitete als Fernsehproduzent. Monica Lewis lebte zuletzt in Woodland Hills, einem Stadtteil von Los Angeles, wo sie am 12. Juni 2015 im Alter von 93 Jahren in ihrer Wohnung starb.

### Karriere
Im Alter von 17 Jahren trat Lewis erstmals als Sängerin in einer Radioshow auf und schaffte es durch ein Casting in die Band von Benny Goodman, der einen Ersatz für die 1943 ausgestiegene Leadsängerin Peggy Lee suchte. Mit der Hilfe von Goodman erlangte Lewis größere Bekanntheit und trat sowohl mit seiner Band als auch als Solosängerin in größeren Radio- und Fernsehshows auf. In den Vereinigten Staaten wurde sie 1947 vor allem als Sängerin für einen Werbespot von Chiquita bekannt. Weitere Aufnahmen entstanden von 1945 bis 1982 mit Jazzmusikern wie Yank Lawson, Carmen Mastren, Bud Freeman, Frank De Vol, Chuck Domanico, Lee Ritenour und Kirk Whalum.
1950 unterschrieb sie ihren ersten Filmvertrag bei Metro-Goldwyn-Mayer und spielte dort in mehreren Musikfilmen mit. in den 1970ern hatte Lewis ihre bekanntesten Filmauftritte in einer Reihe von Katastrophenfilmen. Hierzu gehören Rollen als Lorne Greenes Sekretärin Barbara in Erdbeben im Jahr 1974 oder die der Flugbegleiterin Anne in Verschollen im Bermuda-Dreieck im Jahr 1977. 1988 zog sie sich nach einer Reihe von Gastauftritten in Fernsehserien aus dem Filmgeschäft zurück.

## Filmografie (Auswahl)

### Filme
- 1951: Gib Gas, Joe! (Excuse my Dust)
- 1951: Tödliches Pflaster Sunset Strip (The Strip)
- 1951: Von Gier besessen (Inside Straight)
- 1953: Ein Mann ohne Bedeutung (Affair with a Stranger)
- 1957: Einer macht nicht mit (The D.I.)
- 1973: Der große Coup (Charley Varrick)
- 1974: Erdbeben (Earthquake)
- 1977: Verschollen im Bermuda-Dreieck (Airport ’77)
- 1977: Achterbahn (Rollercoaster)
- 1978: Nunzio, der Supermann (Nunzio)
- 1978: Erst 16 und schon auf vollen Touren (Zero to Sixty)
- 1979: Airport ’80 – Die Concorde (Airport ’80 – The Concorde)
- 1983: Zwei ausgekochte Gauner (The Sting II)
- 1985: Sie nannten ihn Stick (Stick)
- 1988: Dead Heat

### Fernsehserien
Soweit nicht anders erwähnt jeweils eine Folge
- 1958: Peter Gunn
- 1959: Dezernat M (M Squad)
- 1961: Am Fuß der blauen Berge (Laramie)
- 1965–1968: Die Leute von der Shiloh Ranch (The Virginian, drei Folgen)
- 1967: Laredo
- 1968/1974: Der Chef (Ironside, zwei Folgen)
- 1972: Notruf California (Emergency!)
- 1975: Die Küste der Ganoven (Barbary Coast)
- 1977: Quincy (Quincy, M. E.)
- 1985: Remington Steele
- 1985: California Clan (Santa Barbara)
- 1986: Falcon Crest